# Saint-Martin-de-Brômes
Saint-Martin-de-Brômes é uma comuna francesa na região administrativa da Provença-Alpes-Costa Azul, no departamento dos Alpes da Alta Provença. Estende-se por uma área de 21,09 km². Em 2010 a comuna tinha 622 habitantes (densidade: 29,5 hab./km²).